# Port de Kaohsiung

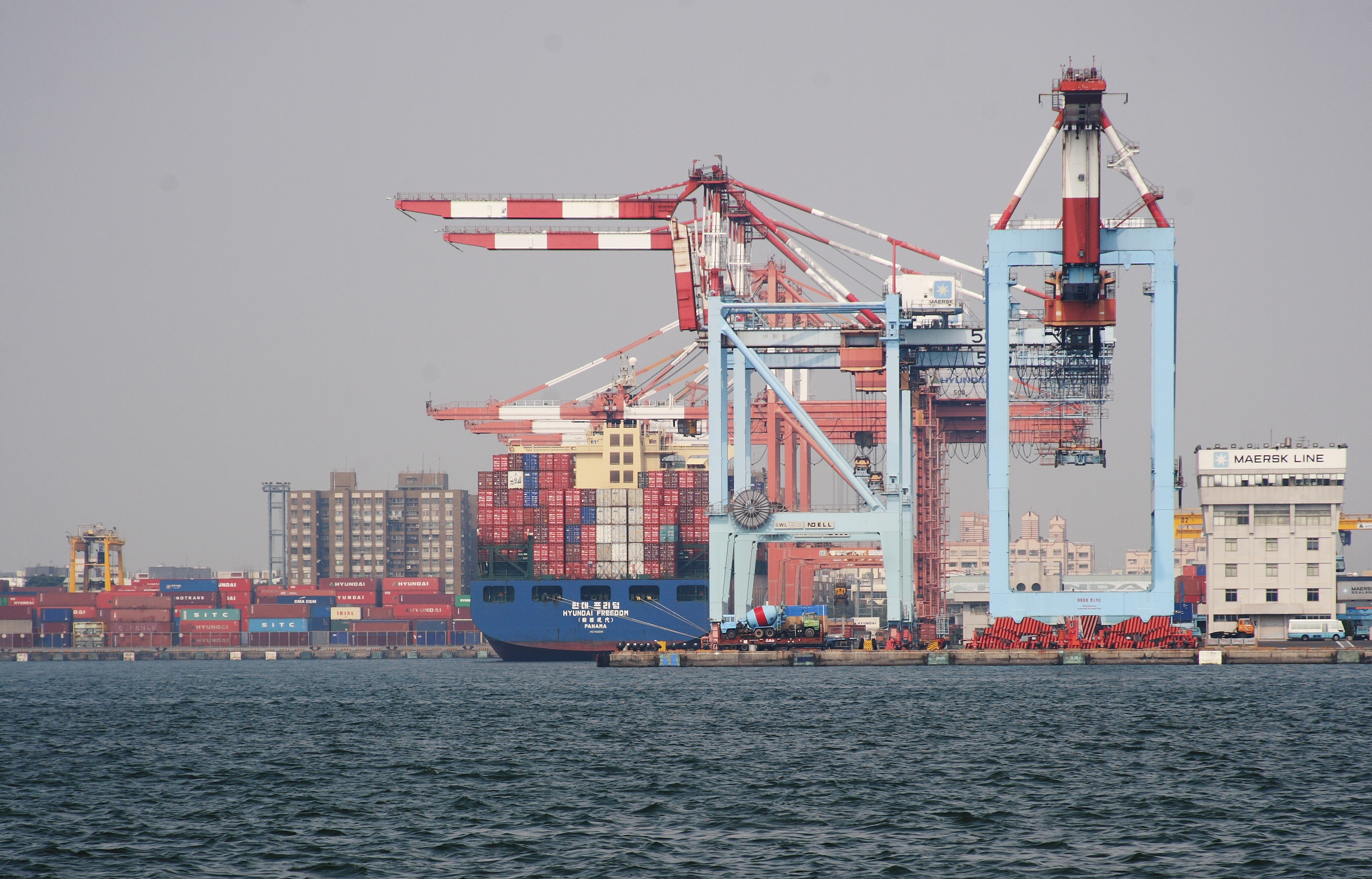
Port de Kaohsiung

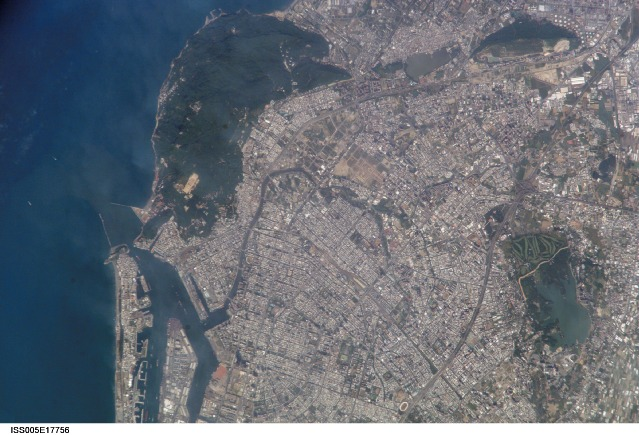
Primera entrada

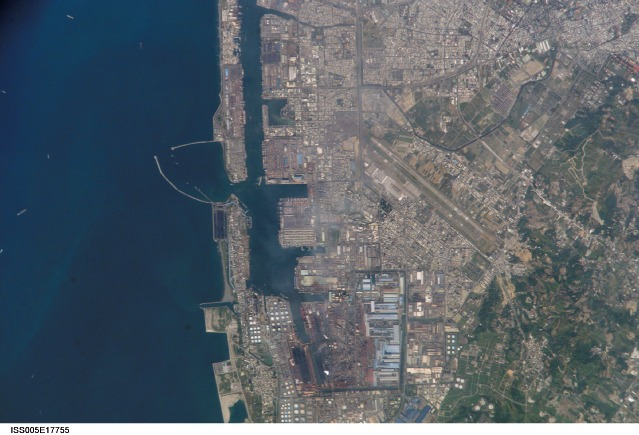
Segona entrada

El Port de Koahsiung és el port més gran de Taiwan. El 2007 va tenir un volum de 10 de tones mètriques. El port està situat al sud de Taiwan, al costat de la ciutat de Kaohsiung, envoltat per altres ciutats com Gushan, Yancheng, Lingya, Cianjhen, Siaogang i Cijin. El Koahsiung Harbor Bureau és l'entitat que administra el port, una divisió del Ministeri de transport del Yuan Executiu, el govern central de Taiwan o República de la Xina.

## Història
El port era una llacuna natural abans que fos transformat en un port modern. En el segle xvi alguns vilatans ja s'havien establert a la riba del que ara és Kaohsiung, anomenat "Takau". El 1620 van arribar els colonitzadors de la Companyia Holandesa de les Índies Orientals que van començar a desenvolupar el port primitiu, que es va anomenar "Port de Takau" (打狗港), va créixer a poc a poc durant l'Formosa Holandesa, l'era Koxinga i els principis de la dinastia Qing.
El 1858, la Dinastia Qing va perdre la Segona Guerra de l'Opi contra els francesos i els britànics, cosa que va motivar la firma dels Tractats de Tianjin. En aquests s'establia que el govern Qing estava obligat a obrir cinc ports de Taiwan al comerç estranger. El Port de Takao n'era un i es va obrir a l'exterior el 1864. Després, el govern de Qing va cedir Taiwan als japonesos el 1895, després de perdre la Primera Guerra Sinojaponesa.
A principis de la dominació japonesa, el govern colonial va decidir fer obres importants per tal de modernitzar el port. El projecte es va dividir en tres etapes, la primera es va acabar el 1908, la segona el 1912 i la darrera es va aturar per culpa de la Segona Guerra Mundial. Durant la guerra, el port va ser bombardejat durament pels aliats.
Després de la guerra, el govern de la República de la Xina va continuar amb el desenvolupament del port. Així, el 1975 es va construir el segon port, quan es va remoure el petit pont de terra que unia Siaogang i Cijin

## Galeria

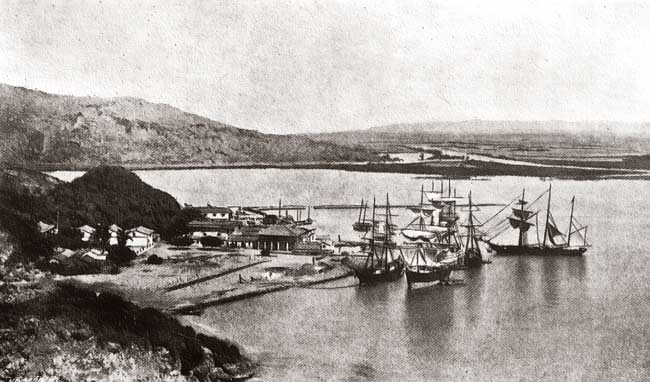
Port Takau, 1897.
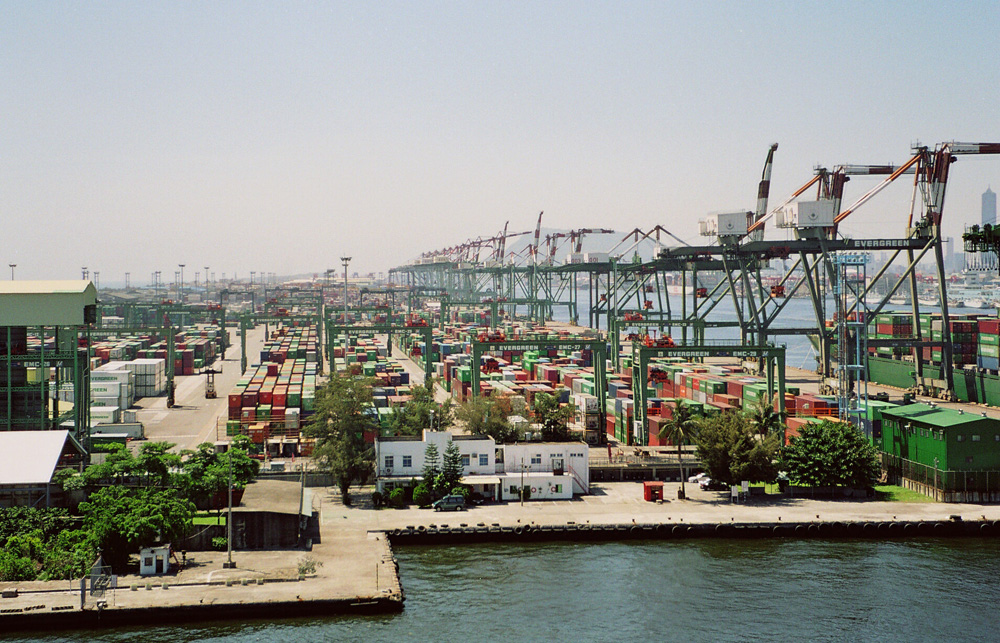
Zona de processament de contenidors
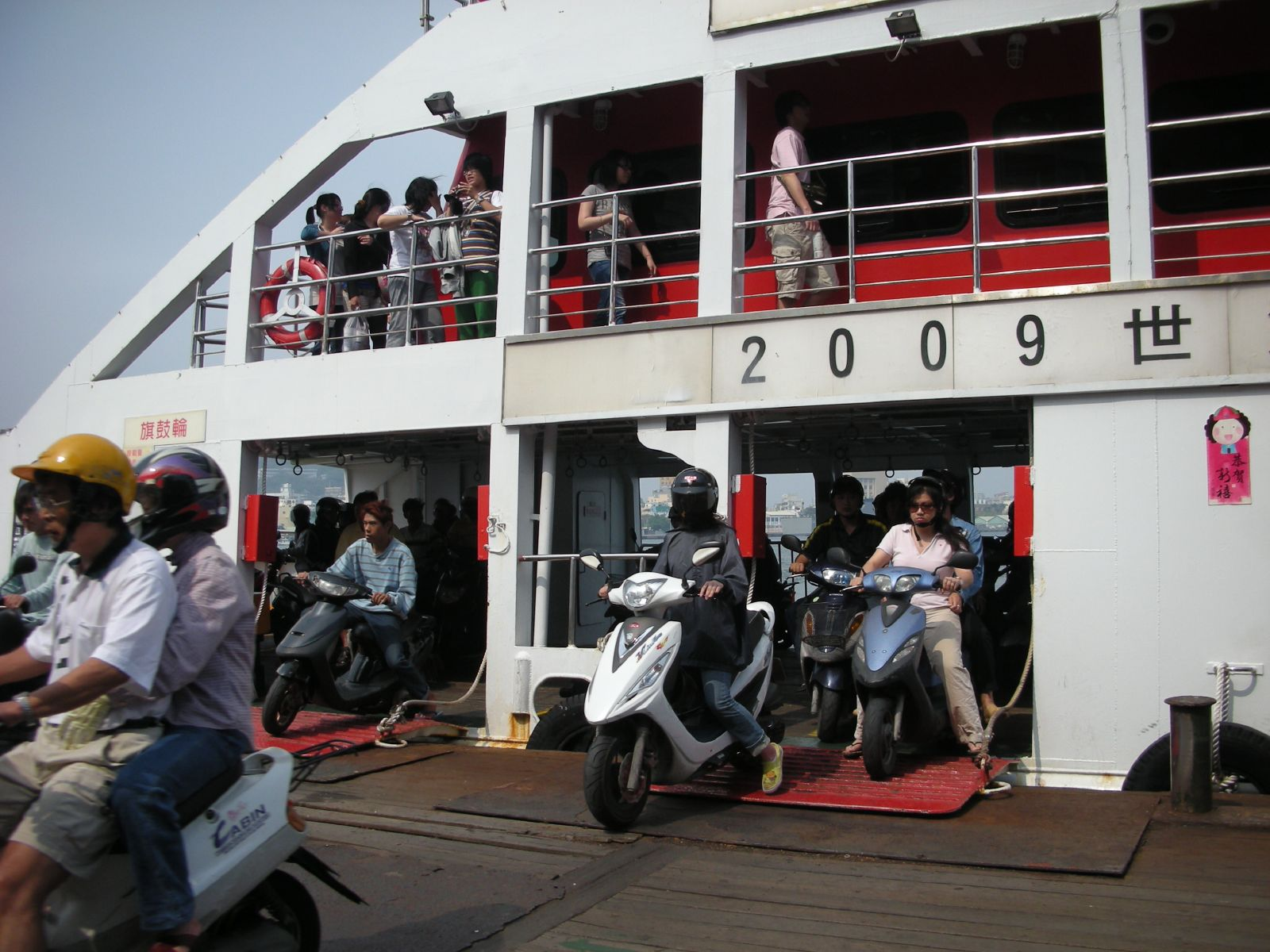
Un ferry